# Marvin Bracy
Marvin Bracy-Williams (* 15. Dezember 1993 in Orlando, Florida) ist ein US-amerikanischer Sprinter, der sich auf den 100-Meter-Lauf spezialisiert hat, und ehemaliger American-Football-Spieler.

## Sportliche Laufbahn
Erste Erfahrungen bei internationalen Meisterschaften sammelte Marvin Bracy im Jahr 2010, als er bei den Juniorenweltmeisterschaften in Moncton mit der US-amerikanischen 4-mal-100-Meter-Staffel das Finale erreichte und damit zum Gewinn der Goldmedaille durch die US-Mannschaft beitrug. Im Jahr darauf siegte er in 10,09 s im 100-Meter-Lauf bei den Panamerikanischen Juniorenmeisterschaften in Miramar und siegte dort in 39,43 s auch mit der Staffel. Anschließend besuchte er die Florida State University und betrieb dort neben der Leichtathletik auch American Football. 2014 startete er im 60-Meter-Lauf bei den Hallenweltmeisterschaften im polnischen Sopot und gewann dort in 6,51 s die Silbermedaille hinter dem Briten Richard Kilty. Im Mai startete er bei den IAAF World Relays auf den Bahamas und wurde dort in der 4-mal-100-Meter-Staffel im Vorlauf disqualifiziert. Im Jahr darauf siegte er in 9,93 s beim British Grand Prix in Birmingham über 100 Meter und 2016 belegte er bei den Hallenweltmeisterschaften in Portland in 6,56 s den siebten Platz über 60 Meter. Im August nahm er über 100 Mete an den Olympischen Sommerspielen in Rio de Janeiro teil und schied dort mit 10,08 s im Halbfinale aus. Bei den IAAF World Relays 2017 in Nassau verhalf er der 4-mal-100-Meter-Staffel zum Finaleinzug.
In den Jahren von 2017 bis 2019 fokussierte sich Bracy auf seine Football-Karriere und spielte zuerst bei den Indianapolis Colts, wechselte 2018 zu den Seattle Seahawks und spielte 2019 bei den Orlando Apollos, konnte aber wegen einer Verletzung nicht aktiv die Saison bestreiten. Seit 2020 bestreitet er wieder Leichtathletik-Wettkämpfe und siegte 2021 in 9,85 s über 100 Meter beim Ed Murphey Classic sowie in 9,98 s beim 57. Palio Città della Quercia. Daraufhin siegte er in 9,95 s beim ISTAF Berlin sowie in 9,86 s beim Hanžeković Memorial. Im Jahr darauf gewann er bei den Hallenweltmeisterschaften in Belgrad in 6,44 s die Bronzemedaille über 60 Meter hinter dem Italiener Marcell Jacobs und seinem Landsmann Christian Coleman. Im Juli erreichte er bei den Weltmeisterschaften in Eugene das Finale über 100 Meter und gewann dort in 9,88 s die Silbermedaille hinter seinem Landsmann Fred Kerley. Zudem gewann er mit der 4-mal-100-Meter-Staffel in 37,55 s im Finale gemeinsam mit Christian Coleman, Noah Lyles und Elijah Hall die Silbermedaille hinter dem kanadischen Team. Anschließend wurde er beim Memoriał Kamili Skolimowskiej in 10,00 s Zweiter und siegte dann in 9,97 s beim Gyulai István Memorial sowie in 10,17 s bei Spitzen Leichtathletik und in 9,97 s beim Hanžeković Memorial.
In den Jahren von 2014 bis 2016 sowie 2020 wurde Bracy US-amerikanischer Hallenmeister im 60-Meter-Lauf.

## Persönliche Bestzeiten
- 100 Meter: 9,85 s (+1,5 m/s), 5. Juni 2021 in Miramar
  - 60 Meter (Halle): 6,44 s, 19. März 2022 in Belgrad
- 200 Meter: 20,55 s (−0,3 m/s), 26. April 2014 in Clermont